# Maria Kisielewicz
Maria Teresa Kisielewicz (ur. 28 kwietnia 1949 w Lublinie) – polska inżynier mechanik, poseł na Sejm PRL VII kadencji.

## Życiorys
W 1964 wstąpiła do Związku Młodzieży Socjalistycznej (była tam początkowo sekretarzem koła, a od 1966 pełniła funkcję przewodniczącej ZMS na Wydziale Mechanicznym Wyższej Szkoły Inżynierskiej). W 1966 ukończyła III Liceum Ogólnokształcące w Lublinie. Uzyskała wykształcenie wyższe na Wydziale Mechanicznym Wyższej Szkoły Inżynierskiej w Lublinie w 1971 i w październiku tego samego roku rozpoczęła pracę w Dziale Głównego Technologa Lubelskich Fabryk Wag. Od 1973 była przewodniczącą Zarządu Zakładowego ZMS przy Lubelskich Fabrykach Wag. Zasiadała również w plenum Zarządu Miejskiego i Zarządu Wojewódzkiego ZMS. W kwietniu 1975 wstąpiła do Polskiej Zjednoczonej Partii Robotniczej. W 1977 objęła mandat posła na Sejm PRL VII kadencji w okręgu Lublin, zastępując zmarłego Ryszarda Wójcika z PZPR. Zasiadała w Komisji Kultury i Sztuki oraz w Komisji Przemysłu Ciężkiego, Maszynowego i Hutnictwa. Została odznaczona Brązową Odznaką im. Janka Krasickiego.